# Coleophora leucapennis
Coleophora leucapennis é uma espécie de mariposa do gênero Coleophora pertencente à família Coleophoridae.